# Львувецкий повет
Львувецкий повет (пол. Powiat lwówecki) — повет (район) в Польше, входит как административная единица в Нижнесилезское воеводство. Центр повета — город Львувек-Слёнски. Занимает площадь 709,94 км². Население — 46 677 человек (на 31 декабря 2015 года).

## Административное деление
- города: Грыфув-Слёнски, Любомеж, Львувек-Слёнски, Мирск, Влень
- городско-сельские гмины: Гмина Грыфув-Слёнски, Гмина Любомеж, Гмина Львувек-Слёнски, Гмина Мирск, Гмина Влень

## Демография
Население повета дано на 31 декабря 2015 года.
| Перепись            | Всего  | Мужчины | Женщины |
| ------------------- | ------ | ------- | ------- |
| Всего               | 46 677 | 22 778  | 23 899  |
| Городское население | 23 623 | 11 297  | 12 326  |
| Сельское население  | 23 054 | 11 481  | 11 573  |